# Villafranca de Duero
Villafranca de Duero è un comune spagnolo di 355 abitanti situato nella comunità autonoma di Castiglia e León.